# ديك سميث (لاعب كرة قدم)
ديك سميث (بالإنجليزية: Dick Smith)‏ (و. – 1909 م) هو لاعب كرة قدم، من المملكة المتحدة لبريطانيا العظمى وأيرلندا، يلعب كمهاجم، توفي في برايتون.